# Flughafen Tan-Son-Nhat

i8
i11
i13
Der Internationale Flughafen Tân Sơn Nhất (vietnamesisch Cảng hàng không quốc tế Tân Sơn Nhất, englisch Tan Son Nhat International Airport, früher Tan Son Nhut, IATA-Code: SGN, ICAO-Code: VVTS) ist Vietnams größter internationaler Flughafen. Er befindet sich in Ho-Chi-Minh-Stadt (Thành phố Hồ Chí Minh) im Süden Vietnams. Sein IATA-code SGN wurde aus dem ehemaligen Namen der Stadt Saigon abgeleitet. Im Jahr 2010 wurden am Flughafen etwa 18 Millionen Passagiere abgefertigt. Das waren circa 250 Prozent mehr als im Jahr 2005. Im Jahr 2016 waren es bereits 32,5 Millionen und 2019 41,1 Mio. Passagiere.

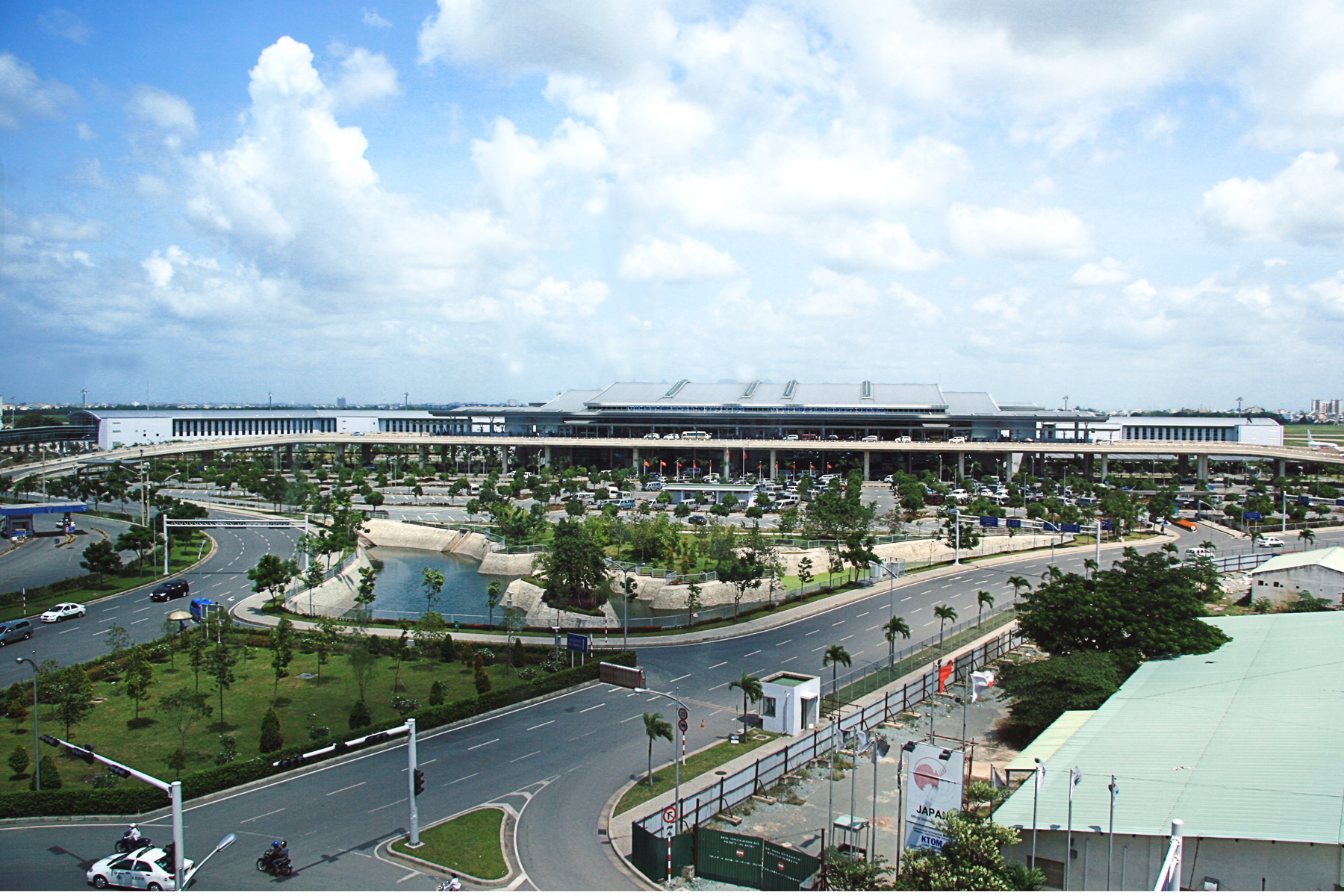
Der Flughafen von außen

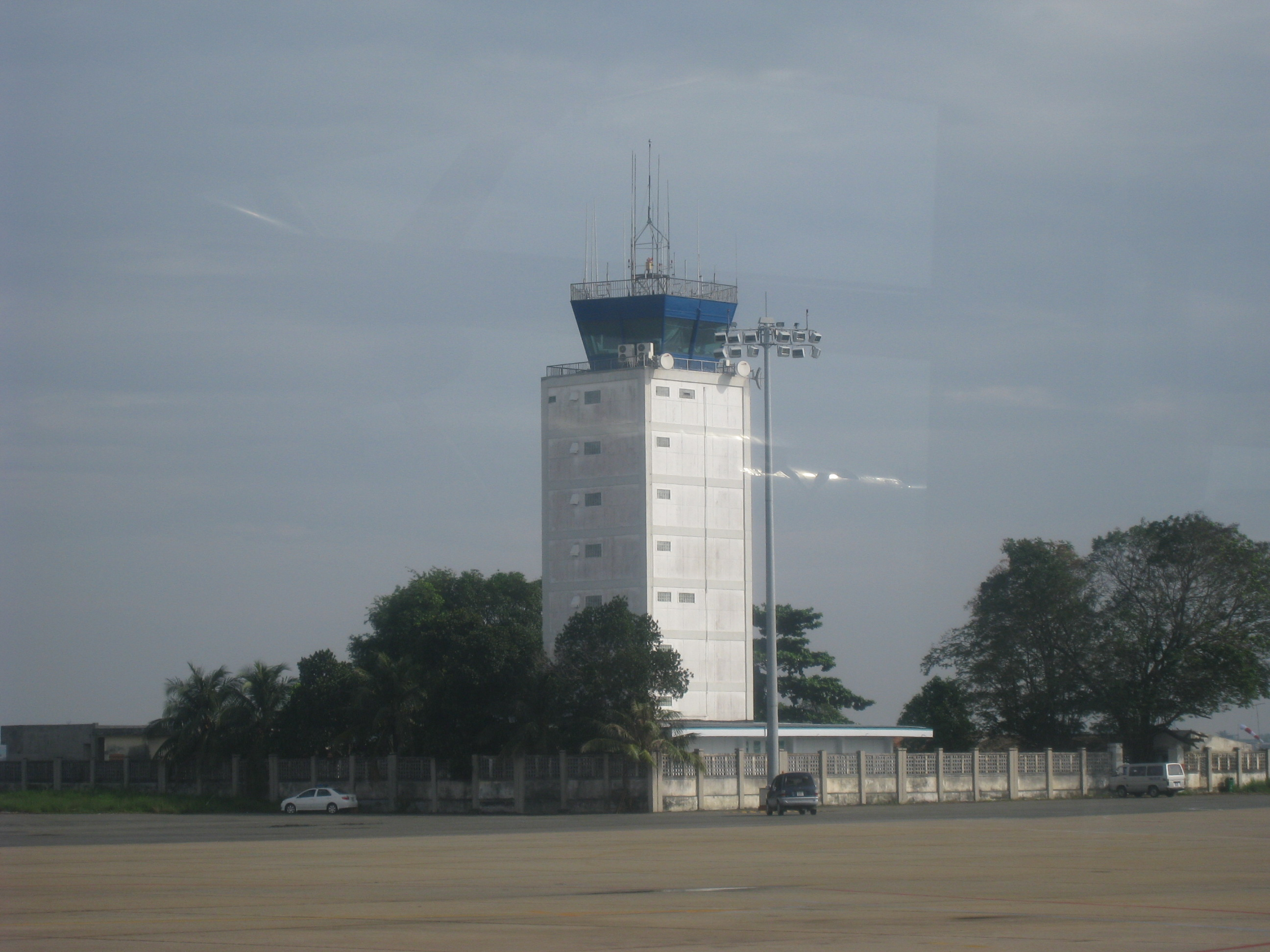
Der Tower

## Geschichte
Im Jahr 1920 beschlossen die französischen Kolonialbehörden, nahe der Siedlung Tân Sơn Nhất (von chin. 新山一, wörtl. „Neuer Berg eins“) bzw. Tân Sơn Nhứt nördlich von Saigon einen Militärflugplatz mit unbefestigter Start- und Landebahn zu errichten. Bei einer der ersten von Tan Son Nhat aus durchgeführten Operationen wurden bis Ende 1920 bei Luftkartografierungflügen mehr als 2000 Fotos gemacht. Im selben Jahr schlossen die Franzosen den Bau von 34 Notlandeplätzen in ganz Indochina ab, was eine Voraussetzung für einen sicheren Flugbetrieb war. Am 19. April 1921 erfolgte der erste zivile Flug nach Hanoi. Im Jahr 1930 erfolgte der Bau einer ersten Fluggastabfertigungshalle. Im Jahr 1934 wurde die Startbahn asphaltiert und ein vollwertiges Passagierterminal eröffnet. Aufgrund der Weltwirtschaftskrise konnte eine ursprünglich für die 1930er-Jahre geplante Erweiterung nicht durchgeführt werden. Am 21. Dezember 1933 erfolgte der erste planmäßige Direktflug von Air France nach Paris. Da ein Nachtflug zu dieser Zeit noch nicht möglich war, betrug die Reisedauer für diesen etappenweise durchgeführten Flug eine Woche.
Durch die US-Auslandshilfe Mitte 1956 baute man eine Startbahn von 2190 Meter Länge; daraus wurde der internationale Flughafen Südvietnams. Während des Vietnamkrieges war die Tan Son Nhut Air Base ein wichtiger Anflugspunkt sowohl für die Vereinigten Staaten als auch für die südvietnamesische Luftwaffe (VNAF). Vor dem 1975 erfolgten Abzug der U.S. Amerikaner war der Flughafen von Tan Son Nhat einer der meist frequentierten Militärflugplätze weltweit. In der Endphase des Krieges wurde der Flughafen am 28. und 29. April 1975 durch Bomben zerstört.
Am 9. Dezember 2004 war United Airlines die erste US-amerikanische Luftfahrtgesellschaft, die nach der Eroberung Saigons nach Vietnam flog. Eine Boeing 747-400 landete in Ho-Chi-Minh-Stadt, als Verlängerung ihrer bisherigen Route San Francisco−Hongkong.

## Das neue internationale Terminal

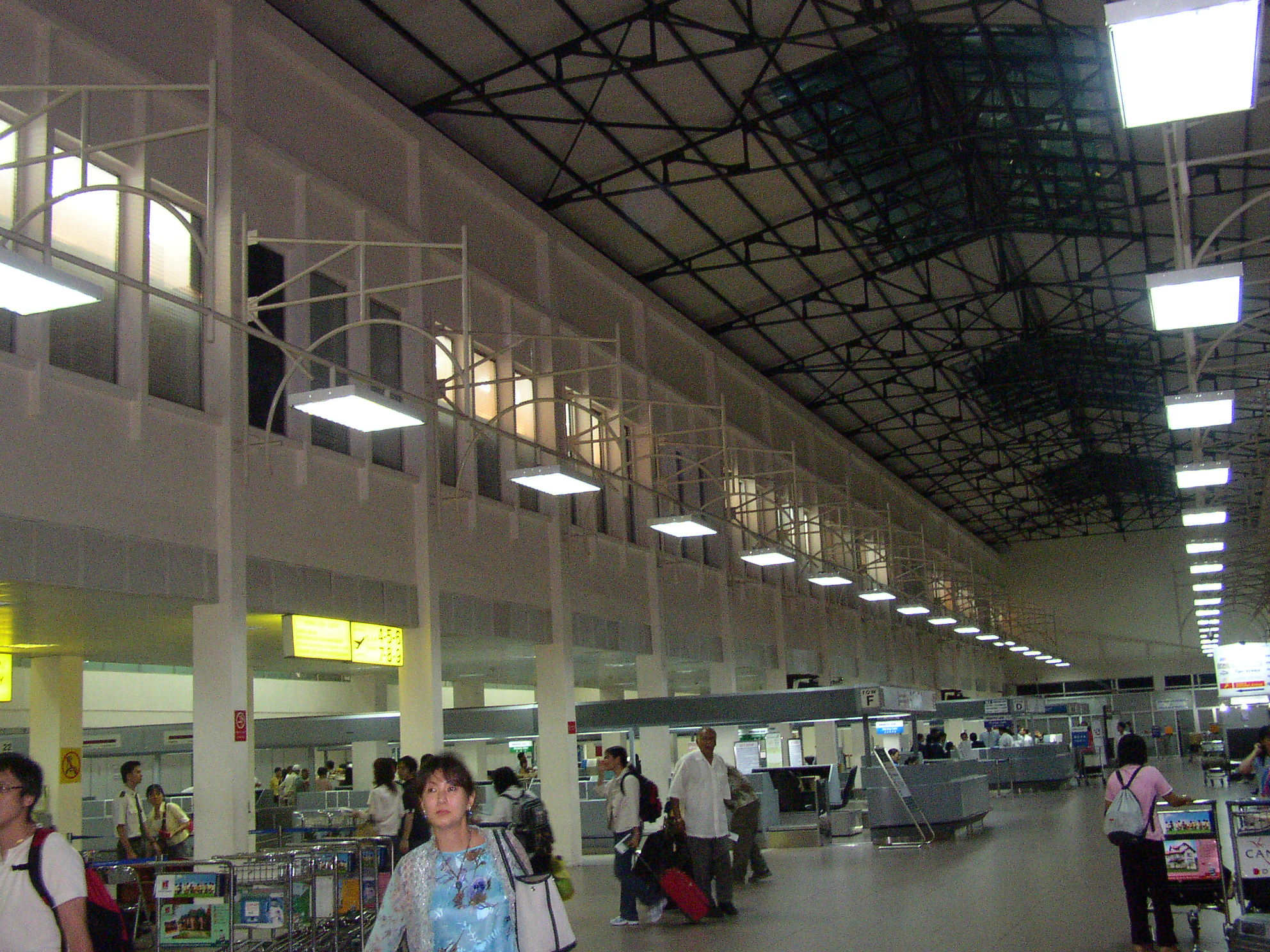
Menschen am Terminal

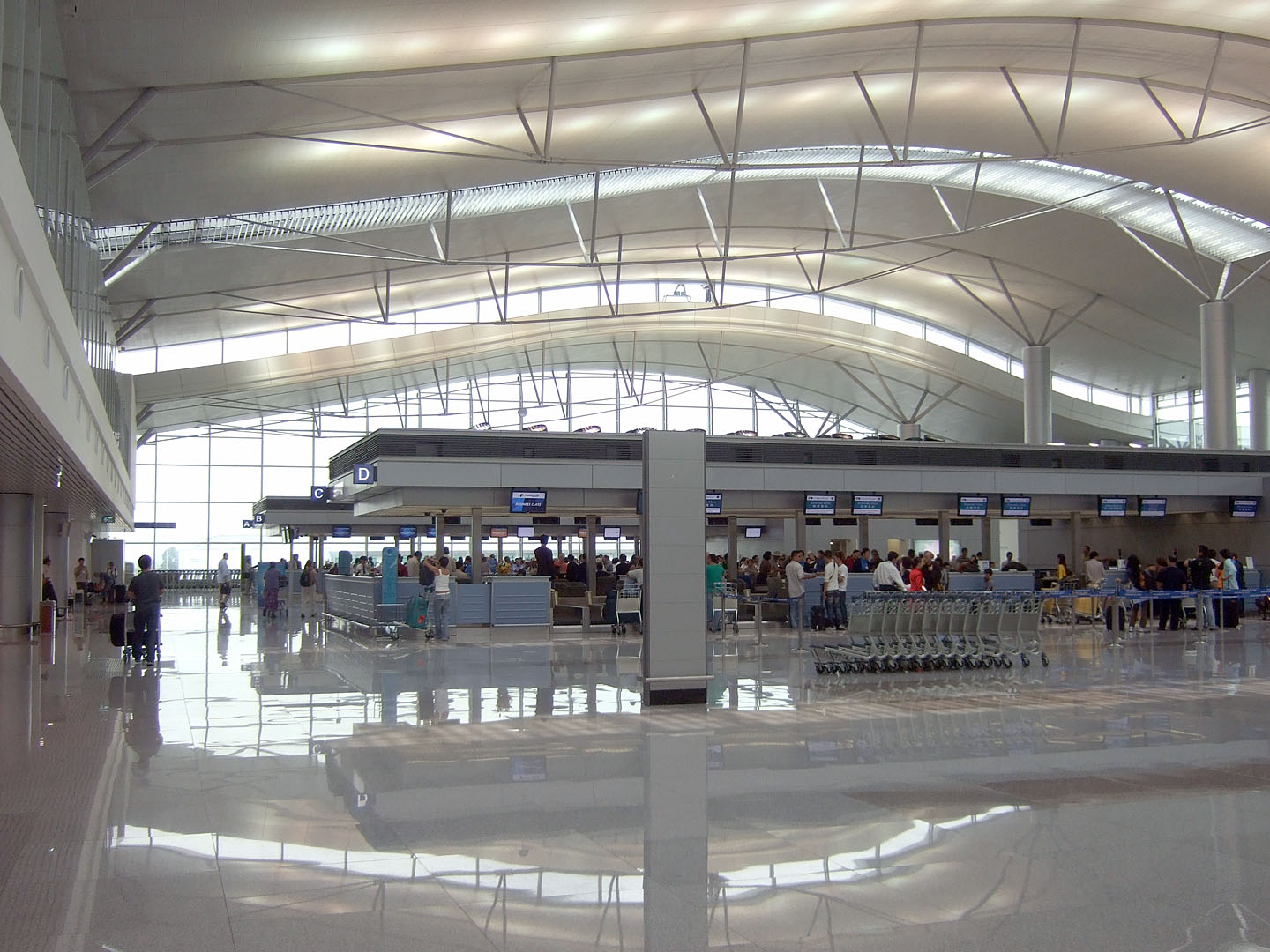
Check-in Schalter im Terminal

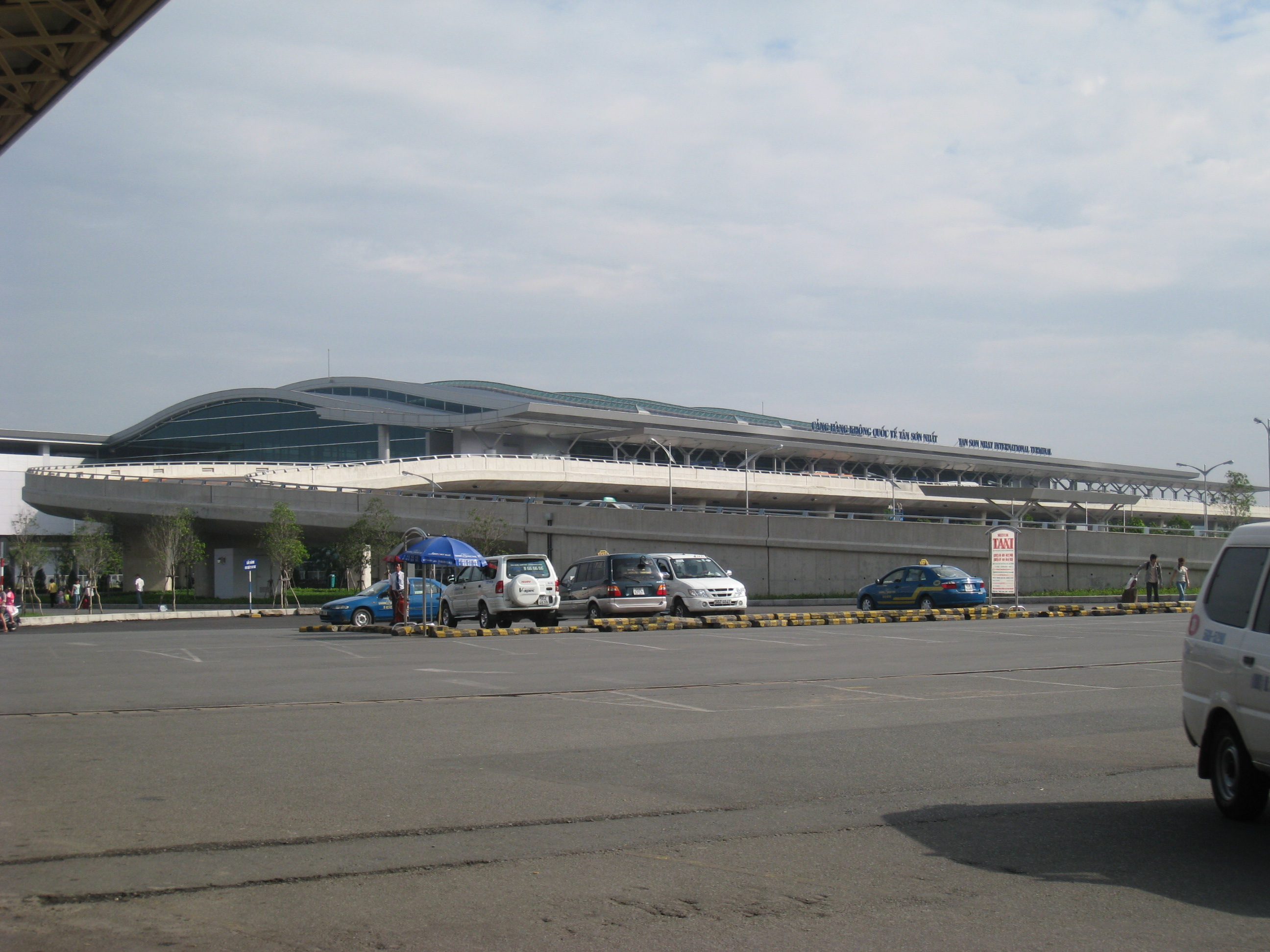
Das internationale Terminal von außen

Das neue internationale Terminal wurde durch ein Konsortium von vier japanischen Auftragnehmern (KTOM) seit 2005 gebaut. Das investierte Kapital für dieses Terminal beträgt ungefähr 260 Millionen US-Dollar, gefördert durch die staatliche Entwicklungshilfe Japans (ODA). Dieses im August 2008 eröffnete vierstöckige Terminal hat eine Fläche von 100.000 Quadratmetern und ist mit acht Fluggastbrücken und moderner Einrichtung bestückt. Die Kapazität liegt zwischen 8 und 10 Millionen internationale Passagiere pro Jahr; das ältere Terminal bedient nun ausschließlich Inlandsflüge.

## Neuer Großflughafen im Bau
Die Kapazität des stadtnahen völlig umbauten Flughafens ist seit einiger Zeit ausgeschöpft, für den schnell wachsenden internationalen Flugverkehr wurde seit langem ein neuer Großflughafen geplant. Ein Masterplan wurde im April 2006 vorgelegt, das Gelände liegt im Kreis Long Thanh, Provinz Dong Nai, rund 50 Kilometer östlich von Ho-Chi-Minh-Stadt. Der Long Thanh International Airport soll im Endausbau auf einer Fläche von 50 Quadratkilometern vier Startbahnen (4000 × 60 Meter) aufweisen.
Das Projekt wird schrittweise von anfangs 20 Millionen Passagieren im Jahr bis auf 100 Millionen ausgebaut. Auch die Frachtkapazität soll einmal 5 Millionen Tonnen im Jahr erreichen; damit wäre Long Thanh International Airport einer der bedeutendsten Flughäfen der gesamten südostasiatischen Region.
Nach vielen Verzögerungen soll im Jahr 2020 mit dem Bau begonnen werden.

## Zwischenfälle
- Am 2. August (oder 9. August?) 1951 stürzte eine Douglas DC-3/C-47B-20-DK der Französischen Luftstreitkräfte (Luftfahrzeugkennzeichen 349667/F-RBFL) kurz nach dem Start vom Flughafen Saigon ab und wurde zerstört. Alle 6 Insassen kamen ums Leben.[3]

- Am 30. April 1954 verunglückte eine Sud-Ouest S.O.30P Bretagne der Air Laos (F-OAMA) beim Start vom Flughafen Saigon/Tan-Son-Nhat (Vietnam), nachdem ein Triebwerksbrand ausgebrochen war. Alle vier Besatzungsmitglieder, die einzigen Insassen auf dem Frachtflug, überlebten den Unfall. Das Flugzeug wurde zerstört.[4]

- Am 26. November 1966 stürzte eine Douglas DC-3/C-47D der United States Air Force (USAF) (44-76574) im Anflug auf den Flughafen Saigon/Tan-Son-Nhat (Südvietnam) ab. Vorausgegangen war die Umkehr nach dem Ausfall eines Triebwerks. Alle 26 Insassen kamen ums Leben.[5]

- Am 30. Dezember 1966 brachen an einer Douglas DC-7CF der US-amerikanischen Airlift International (N4059K) beim Startlauf auf dem Flughafen Saigon/Tan-Son-Nhat das rechte Hauptfahrwerk und das Bugfahrwerk zusammen. Die Maschine sollte nach Manila fliegen und wurde irreparabel beschädigt. Alle vier Besatzungsmitglieder, die einzigen Insassen auf dem Frachtflug, überlebten den Unfall.[6]

- Am 22. Juni 1967 kollidierte eine Lockheed L-1049H Super Constellation der Airlift International (N6936C) auf dem Flug von Manila zum Flughafen Saigon-Tan-Son-Nhat mit einer McDonnell RF-4C Phantom II der US Air Force (Kennzeichen 65-0861). Das Frachtflugzeug befand sich im Anflug, als es von der Militärmaschine gerammt wurde und 6,5 Kilometer nördlich des Zielflughafens abstürzte. Alle sieben Insassen der Zivilmaschine, vier Besatzungsmitglieder und drei Passagiere, wurden getötet. Die beiden Besatzungsmitglieder der Phantom retteten sich mit dem Schleudersitz.[7][8]

- Am 1. Mai 1969 wurde eine geparkte Douglas DC-4/C-54B-1-DC der Air Vietnam (F-BELL) auf dem Flughafen Saigon durch einen Brand zerstört. Das Flugzeug war von Air France geleast. Personen kamen nicht zu Schaden.[9]

- Am 24. September 1972 stürzte eine Douglas DC-4/C-54D-1-DC der Air Vietnam (XV-NUH) bei Ben Cat (Südvietnam) in sumpfiges Gelände. Die aus Vientiane (Laos) kommende Maschine befand sich im Anflug auf den Flughafen Saigon, als sie 37 Kilometer vor dem Ziel verunglückte. Von den 13 Insassen kamen 10 ums Leben, vier Besatzungsmitglieder und sechs Passagiere.[10]

- Am 4. April 1975 endete während der US-Evakuierungsoperation Babylift der erste Transport mit einer Lockheed C-5 Galaxy in einer Katastrophe. Drei von acht Schließbolzen der hinteren Ladeluke versagten 64 Kilometer von Saigon entfernt. Es folgte eine explosionsartige Dekompression des Flugzeugs. Das Flugzeug war durch die Schäden kaum noch steuerbar; die Besatzung musste mit der defekten Maschine nach Tan Son Nhut zurückkehren. Bei der Bruchlandung in einem Reisfeld drei Kilometer vom Flughafen entfernt starben 155 Menschen. Die Überlebenden saßen vor allem im oberen Deck der Galaxy, während die Passagiere im unteren Deck nahezu alle umkamen.[11]

- Am 28. August 1976 wollte ein Vietnamese eine Sud Aviation Caravelle III der Air France (F-BSGZ) auf dem Flughafen Tan-Son-Nhat entführen. Nach Freilassung von Crew und Passagieren zündete er zwei Handgranaten, wodurch er getötet und das Flugzeug irreparabel beschädigt wurde.[12]

- Am 12. Januar 1991 wurde eine Tupolew Tu-134AK der Vietnam Airlines (VN-A126) bei einer sehr harten Landung auf dem Flughafen Tan-Son-Nhat irreparabel beschädigt. Personen kamen nicht zu Schaden.[13]